# Hednophora pyritis
Hednophora pyritis är en fjärilsart som beskrevs av Edward Meyrick 1911. Hednophora pyritis ingår i släktet Hednophora och familjen praktmalar, Oecophoridae. Inga underarter finns listade i Catalogue of Life.